# Franco Cribiori
Franco Cribiori   (Corsico, 28 de setembre de 1939) és un ciclista italià, ja retirat, que fou professional entre 1960 i 1968. Els seus millors resultats els aconseguí a les clàssiques italianes, aconseguint com a triomfs més destacables la Coppa Placci (1962), la Milà-Torí (1963) i el Giro dels Apenins (1964).
Un cop retirat, entre 1969 i 1989, va dirigir diferents equips ciclistes, com ara el Dreher, el Brooklyn, el Magniflex-Olmo o l'Atala. Alguns dels ciclistes a qui va dirigir foren Roger De Vlaeminck, Patrick Sercu, Johan De Muynck, Pierino Gavazzi o Gianni Bugno. També fou comentarista d'Eurosport Italia.

## Palmarès
- 1960
  - 1r a la Coppa San Geo
- 1962
  - 1r a la Coppa Placci
  - 1r al Trofeu Cougnet
- 1963
  - 1r a la Milà-Torí
  - 1r al Gran Premi Gi-Car - Faenza
- 1964
  - 1r al Giro dell'Appennino
  - 1r al Giro del Ticino
  - 1r al Circuit de Novi Ligure
  - Vencedor d'una etapa del Giro de Sardenya
- 1965
  - 1r al Giro delle Tre Provincie - Camucia
- 1966
  - 1r al Gran Premi Montelupo

### Resultats al Giro d'Itàlia
- 1961. Abandona
- 1962. Abandona (8a etapa)
- 1963. 12è de la classificació general
- 1964. 25è de la classificació general
- 1965. 26è de la classificació general